# 未來見
《未來見》是香港樂隊RubberBand於2018年推出的粵語流行歌曲，作曲及編曲RubberBand、填詞Tim Lui，收錄於同年推出的大碟《Hours》。此曲推出後受到樂評人及歌迷熱烈追捧，更在叱咤903獲得超過227次播放率（由網民統計），創下近十年播放率最高之紀錄，只比2008年謝安琪大熱歌曲《囍帖街》少5次。最終榮獲2018年叱吒十大－第三位，失落呼聲極高的至尊歌曲大獎。獲獎後，歌曲在YouTube的點擊率在2019年大幅上升，現時已錄得超過1000萬次點擊率。

## 簡介
此曲於2017年起創作，原本的歌詞為隊長阿正希望獻給逝去的愛犬，但後來他們認為可以將題材改為更闊的兄弟情，現時的版本便誕生。歌詞大意是一對年輕時非常要好的兄弟因音樂吵架而翻臉，在長大後重遇卻「面阻阻」，直到最後才能互相明白對方的初心。受到叱咤903的超級熱播，成為近十年首支播放率破200的歌曲，《未來見》受到眾多樂評人一致推舉為年度歌曲，可惜最後不敵來自大公司英皇娛樂容祖兒的《心之科學》而未能繼2010年《SimpleLoveSong》後再度問鼎至尊歌曲大獎，而後者則出道19年來首次獲得這項大獎。
2019年，《未來見》MV男主角王宗堯因參與反送中運動而被捕及提堂，他借《未來見》為自己打氣，寓意縱使經歷了很多風風雨雨，依然無懼無憾繼續做自己。
在同年，《未來見》入圍 叱咤樂壇流行榜頒獎典禮2019「叱咤樂壇我最喜愛的歌曲大獎」最後五強，成為史上第一首連續兩年入圍「叱咤樂壇我最喜愛的歌曲大獎」最後五強的歌曲。

## MV
此歌曲的MV由男星王宗堯及演員陸駿光領銜主演，於2018年10月8日上載至YouTube。截至2021年11月29日，歌曲的點擊率已超過1000萬。

## 派台歌曲成績

### 叱咤903專業推介 走勢
合共上榜12周，為全年最多上榜周的歌曲之一。
| 周次     | 2018年第35周 | 第36週 | 第37週  | 第38週  | 第39週  | 第40週  | 第41週   | 第42週   | 第43週   | 第44週  | 第45週   | 2019年第1週  |
| 放榜日期 | 2018年9月1日 | 9月8日 | 9月15日 | 9月22日 | 9月29日 | 10月6日 | 10月13日 | 10月20日 | 10月27日 | 11月3日 | 11月10日 | 2019年1月5日 |
| 榜上位置 | 10           | 7      | 5       | 4       | 2       | 4       | 4        | 2        | 11       | 13      | 1        | 14           |
| -------- | ------------ | ------ | ------- | ------- | ------- | ------- | -------- | -------- | -------- | ------- | -------- | ------------ |

## 外部連結
- RubberBand - 《未來見》MV （页面存档备份，存于）